# Enric Serra i Auqué
Enric Serra i Auqué (Barcelona, 7 de gener de 1858 - Roma, 16 de febrer de 1918) fou un pintor català.

## Biografia
Va néixer al carrer del Regomir de Barcelona, fill del sabater Pere Serra i Flaqué, natural de L'Escala, i de Maria Auqué i Fabregat, natural de Gratallops. Alumne de Llotja des del 1874, fou deixeble de Domènec Talarn i Ribot i de Ramon Martí i Alsina. Com la majoria dels seus coetanis, va anar a cursar estudis a Roma, en aquest cas subvencionat pels germans Masriera, els argenters Torruella i el Marquès de Castellbell. Resident a Roma des del 1878, esdevingué un dels pintors més significatius de l'última etapa de l'escola romana, és a dir, d'aquell estol d'artistes que es vincularen a l'obra de Fortuny i els seus seguidors. Interessat pels paisatges lacustres romans, els quals tractà sovint, fou admirat per alguns -fins i tot internacionalment- i alhora criticat pel seu reiterat virtuosisme pels defensors d'un art nou. Fou membre de l'Acadèmia Chigi, una mena de santuari obligat per a la majoria dels pintors hispànics pensionats a Roma.

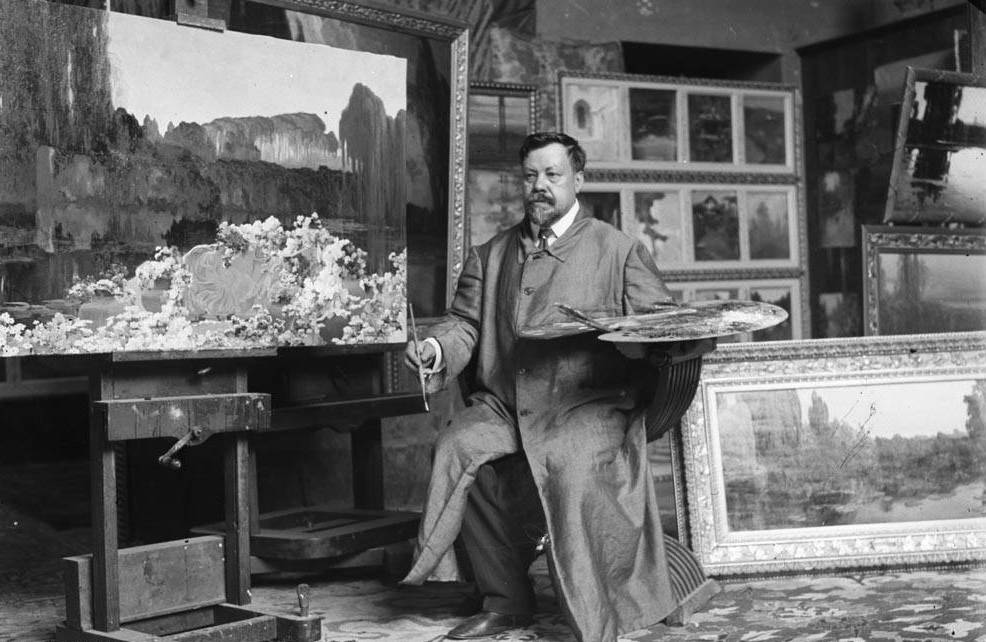
Retrat del pintor al seu estudi a finals del o principis del XX

Amb el temps va convertir-se en un dels pintors de més èxit entre els que residien en aquella ciutat a la seva època. En un primer moment conrea temes orientalitzants influït per Marià Fortuny i Ramon Tusquets.
Més endavant, quan comença a tenir fama i esdevé una personalitat, el seu taller és un lloc de visita per als pintors joves en la seva primera estada a Roma. Col·leccionista d'antiguitats i mobles, sovint en les seva pintura es reflecteixen aquests exòtics escenaris de fons. Exposà regularment a la Sala Parés. El 1895 s'instal·la a París.
El mateix papa Lleó XIII li va fer encàrrecs pel vaticà i per la composició d'un mosaic amb la Mare de Déu i el Nen destinat al Monestir de Santa Maria de Ripoll.
A Catalunya es poden trobar obres seves exposades en diferents institucions públiques, entre elles el Museu Nacional (MNAC) i la Biblioteca Museu Víctor Balaguer de Vilanova i la Geltrú (per exemple paisatge romà), on els quadres van ser donats pel mateix artista al polític i escriptor Víctor Balaguer i Cirera.